# Эгберт I (король Кента)
Эгбе́рт I (умер 4 июля 673) — король Кента в 664—673 годах.

## Биография
Старший сын Эрконберта и Сексбурги. Едва вступив на престол, приказал убить двух сыновей своего дяди Эрменреда (святых мучеников Этельберта и Этельреда Истрийских), боясь чтобы они не воспрепятствовали ему завладеть короной. Сестре их Доммене он пожаловал несколько вотчин на острове Танет, где она основала монастырь. В 668 году папа римский Виталий посвятил Теодора в архиепископы и отправил его в Британию. Архиепископ Кентерберийский Теодор ввёл везде богослужение по римско-католическому образцу, и первый был возведён в достоинство примаса Англии. В 669 году король Эгберт даровал священнику Бассу Ракулф (Рикалвер), где тот выстроил монастырь.
Эгберт правил 9 лет и умер 4 июля 673 года, оставив двух сыновей Эдрика и Витреда, но корону захватил их дядя Хлотхер.